# 谢尔盖·比留佐夫
謝爾蓋·謝苗諾維奇·比留佐夫（俄语：Сергей Семёнович Бирюзόв，1904年8月21日—1964年10月19日）是一名蘇聯將領，最高軍階為蘇聯元帥，曾獲得「蘇聯英雄」稱號，並在1961年至1964年期間擔任蘇共中央委員。

## 晉升
- 上校：1938年9月4日
- 旅級指揮員：1939年11月4日
- 少將：1940年6月4日
- 中將：1943年8月30日
- 上將：1944年5月17日
- 大將：1953年8月3日
- 蘇聯元帥：1955年3月11日[1]:9-13

## 資料來源
1. ↑  張宏坤. . 军事史林. 2007, (12). ISSN 1002-4190 （中文）.